# DS文学全集
『DS文学全集』（ディーエスぶんがくぜんしゅう）は、2007年10月18日に任天堂から発売されたソフト。Touch! Generationsの一つ。
ニンテンドーDSiウェア版の『ちょっとDS文学全集 世界の文学20』、システムを同じくする『大人の恋愛小説 DSハーレクインセレクション』についても同項にて記述する。

## 概要
森鷗外、夏目漱石、芥川龍之介、宮沢賢治、太宰治など明治以降の日本の著名文学者の作品をDSで読むソフト。
青空文庫との提携により主に青空文庫所収作品から短編、長編を含めて100タイトルが収録されている。
著作権の切れた作品を収録しているため、収録作品と同時期に発表されている著名作品であっても2007年時点で日本での著作権が残存している著者（例えば谷崎潤一郎、川端康成など）の作品は収録されていない。
JIS漢字に含まれない旧字や外字も表示されているほか、山猫軒の看板（宮沢賢治『注文の多い料理店』）は簡易的なイラストで表示されている。
DS本体を横に持って読む、途中でしおりをはさんで中断することができる、という点は『DS電撃文庫』（メディアワークス）や『図書館DS』（ドラス）と同じだが、更に、タッチペンをスライドさせるだけでページをめくることができる、BGMを自由に設定できる、といった機能を持っている。
任天堂初の、CERO：教育・データベースソフトである。

## Wi-Fiコネクション
読み終えた本には、10点満点の評価と、10項目から選択して感想をつけることができる。ニンテンドーWi-Fiコネクションに接続することで、その評価をレビューランキングに送ることができ、集計結果をダウンロードすることで、評価が高い作品や感想別のランキングから本を検索することができた。また、新しい本をダウンロードすることも可能であり、約20冊本体に保存することができた。現在はニンテンドーWi-Fiコネクションのサービス終了に伴い、これらの機能は使用できない。ダウンロードした本は、DSワイヤレス通信で他のソフトに渡すことが可能。

## あらすじ機能
読書時間がなかなかとれないユーザー向けに、『あらすじ』でざっと読むモードが搭載されている。『あらすじ』は100冊全てに用意されており、途中でじっくり読みたくなったら、本文に移動することも可能である。
なお、監修は『あらすじで読む日本の名著』を著した小川義男。

## 収録作品
- 芥川龍之介著
  - 羅生門
  - 地獄変
  - 奉教人の死
  - 杜子春
  - 藪の中
  - トロツコ
  - 河童
  - 或阿呆の一生
- 有島武郎著
  - カインの末裔
  - 生まれいずる悩み
  - 或る女
- 泉鏡花著
  - 外科室
  - 高野聖
  - 婦系図
  - 夜叉ヶ池
- 伊藤左千夫著
  - 野菊の墓
- 海野十三著
  - 蠅男
  - 東京要塞
- 押川春浪著
  - 海底軍艦
- 岡本かの子著
  - 老妓抄
- 岡本綺堂著
  - 玉藻の前
- 尾崎紅葉著
  - 金色夜叉
- 織田作之助著
  - 夫婦善哉
- 折口信夫著
  - 死者の書
- 葛西善蔵著
  - 子をつれて
- 梶井基次郎著
  - 檸檬
  - 城のある町にて
- 菊池寛著
  - 父帰る
  - 恩讐の彼方に
  - 藤十郎の恋
  - 俊寛
- 九鬼周造著
  - 「いき」の構造
- 楠山正雄著
  - 牛若と弁慶
- 国木田独歩著
  - 武蔵野
  - 牛肉と馬鈴薯
- 倉田百三著
  - 出家とその弟子
- 小泉八雲著
  - 耳無芳一の話
- 幸田露伴著
  - 五重塔
- 黒岩涙香著
  - 無惨
- 小林多喜二著
  - 蟹工船
- 坂口安吾著
  - 堕落論
  - 桜の森の満開の下
- 島崎藤村著
  - 夜明け前
- 下村湖人著
  - 次郎物語
- 鈴木三重吉著
  - 古事記物語
- 高山樗牛著
  - 瀧口入道
- 武田麟太郎著
  - 日本三文オペラ
- 太宰治著
  - 富嶽百景
  - 走れメロス
  - 斜陽
  - 人間失格
- 田中英光著
  - オリンポスの果実
- 田山花袋著
  - 蒲団
- 近松秋江著
  - 黒髪
  - 狂乱
- 徳田秋声著
  - あらくれ
  - 縮図
- 徳冨蘆花著
  - 不如帰
- 中島敦著
  - 山月記
  - 李陵
- 長塚節著
  - 土
- 夏目漱石著
  - 吾輩は猫である
  - 坊っちゃん
  - 草枕
  - 三四郎
  - 門
  - 彼岸過迄
  - 行人
  - こころ
  - 明暗
- 新美南吉著
  - ごん狐
  - 手袋を買いに
  - 花のき村と盗人たち
- 林芙美子著
  - 新版 放浪記
- 葉山嘉樹著
  - セメント樽の中の手紙
- 樋口一葉著
  - たけくらべ
  - にごりえ
- 福沢諭吉著
  - 学問のすすめ
- 二葉亭四迷著
  - 浮雲
- 北條民雄著
  - いのちの初夜
- 堀辰雄著
  - 美しい村
  - 風立ちぬ
- 正岡子規著
  - 病牀六尺
- 宮沢賢治著
  - 注文の多い料理店
  - オツベルと象
  - よだかの星
  - 風の又三郎
  - 銀河鉄道の夜
  - セロ弾きのゴーシュ
- 宮本百合子著
  - 伸子
- 森鷗外著
  - ヰタ・セクスアリス
  - 雁
  - 阿部一族
  - 山椒大夫
  - 最後の一句
  - 高瀬舟
- 夢野久作著
  - 少女地獄
- 横光利一著
  - 蠅
  - 機械

### ダウンロード配信作品
ニンテンドーWi-Fiコネクションのサービス終了に伴い、新規にダウンロードすることはできなくなった。
- 芥川龍之介著
  - 蜘蛛の糸
  - 鼻
  - 魔術
  - アグニの神
  - 芋粥
  - 蜜柑
- 石川啄木著
  - 一握の砂
  - 悲しき玩具
- 泉鏡花著
  - 夜行巡査
  - 眉かくしの霊
- 内村鑑三著
  - デンマルク国の話
  - 後世への最大遺物
- 海野十三著
  - 赤外線男
  - 浮かぶ飛行島
  - 地球要塞
- 大阪圭吉著
  - カンカン虫殺人事件
- 岡本綺堂著
  - 半七捕物帳 一 ～ 十二
  - 百物語
  - 白髪鬼
- 小栗虫太郎著
  - 後光殺人事件
- 押川春浪著
  - 月世界競争探検
- 織田作之助著
  - 猿飛佐助
- 梶井基次郎著
  - 桜の樹の下には
- 小泉八雲著
  - 貉
- 佐々木味津三著
  - 旗本退屈男 一・二
- 高村光太郎著
  - 智恵子抄
- 太宰治著
  - 桜桃
  - ロマネスク
  - 女生徒
  - グッド・バイ
- 田中貢太郎著
  - 村の怪談
  - 四谷怪談
  - 雪女
- 中原中也著
  - 山羊の歌
  - 我が生活
- 夏目漱石著
  - 夢十夜
  - それから
  - 道草
  - 虞美人草
- 新美南吉著
  - おじいさんのランプ
- 宮沢賢治著
  - グスコーブドリの伝記
  - 雨ニモマケズ
  - なめとこ山の熊
- 宮本百合子著
  - 貧しき人々の群
- 森鷗外著
  - 舞姫
- 夢野久作著
  - あやかしの鼓
  - ルルとミミ
- 与謝野晶子著
  - 遺書

### 書き下ろし小説
総合文芸誌ダ・ヴィンチによって選ばれた6人の作家が、近代文学の中から思い入れのある1作品をモチーフに書き下ろした短編小説を、配信期間中にダウンロードすることができた。
配信期間終了後、これらの短編小説は『文豪さんへ。近代文学トリビュートアンソロジー』（2009年12月 MF文庫ダ・ヴィンチ）というアンソロジーに二次利用された。
第1回　北村薫
- 『縁側』（2007年11月6日配信開始‐2008年11月5日配信終了）
  - モチーフ作品：夏目漱石『門』

第2回　田口ランディ
- 『虎』（2007年12月6日配信開始‐2008年12月5日配信終了）
  - モチーフ作品：中島敦『山月記』

第3回　貫井徳郎
- 『あるソムリエの話』（2008年1月4日配信開始‐2009年1月3日配信終了）
  - モチーフ作品：葉山嘉樹『セメント樽の中の手紙』

第4回　夢枕獏
- 『「陰陽師」花の下に立つ女《ひと》』（2008年2月6日配信開始‐2009年2月5日配信終了）
  - モチーフ作品：坂口安吾『桜の森の満開の下』

第5回　宮部みゆき
- 『手袋の花』（2008年3月6日配信開始‐2009年3月5日配信終了）
  - モチーフ作品：新美南吉『手袋を買いに』

第6回　吉田修一
- 『洋館』（2008年4月5日配信開始-2009年4月4日配信終了）
  - モチーフ作品：芥川龍之介『トロッコ』

## ちょっとDS文学全集 世界の文学20
『ちょっとDS文学全集 世界の文学20』は2009年2月25日にダウンロード販売開始されたニンテンドーDSiウェア。海外の名作文学20作と日本の名作文学5作（パッケージ版にも収録）を収録。あらすじ、Wi-Fiコネクションによるランキングやダウンロード、ワイヤレス機能による他のユーザーへの収録作品の配信等は削除されている。

### 収録作品
- アーサー・コナン・ドイル著
  - グロリア・スコット号
  - 暗号舞踏人の謎
  - 空家の冒険
- アレクサンドル・セルゲーヴィチ・プーシキン著
  - スペードの女王
- エクトール・アンリ・マロ著
  - 家なき子
- エドガー・アラン・ポー著
  - アッシャー家の崩壊
  - モルグ街の殺人
- グリム兄弟著
  - ブレーメンの町楽隊
  - ラプンツェル
- ジョナサン・スウィフト著
  - ガリバー旅行記
- チャールズ・ディケンズ著
  - クリスマス・カロル
- ナサニエル・ホーソーン著
  - ワンダ・ブック-少年・少女のために-（英語版）
- ハンス・クリスチャン・アンデルセン著
  - 赤いくつ
  - 雪の女王
- フランシス・イライザ・ホジソン・バーネット著
  - 小公女
- マリー・ルイーズ・ド・ラ・ラメー著
  - フランダースの犬
- モーリス・ルブラン
  - 奇巌城 アルセーヌ・ルパン
- ルイザ・メイ・オルコット著
  - 若草物語
- レフ・ニコラエヴィッチ・トルストイ著
  - イワンの馬鹿
- 魯迅著
  - 阿Q正伝
- 芥川龍之介著
  - 地獄変
- 小林多喜二著
  - 蟹工船
- 太宰治著
  - 人間失格
- 夏目漱石著
  - こころ
- 宮沢賢治著
  - 銀河鉄道の夜

## 大人の恋愛小説 DSハーレクインセレクション
『大人の恋愛小説 DSハーレクインセレクション』（おとなのれんあいしょうせつ ディーエス - ）は、2010年2月25日に任天堂から発売されたソフト。日本未刊行5作品を含む33作のハーレクイン作品を収録している。
本作ならではの機能として、人物相関図や、人名・地名をはじめとした固有名詞への注釈、各作品に関連したコラムが付いている。
ニンテンドーWi-Fiコネクションにより、ランキング投票や感想を送ることができたが、追加コンテンツの配信は無かった。ワイヤレス通信により体験版（短編小説3作品をそれぞれ収録、DSの電源を切ると削除される）を別のDSに送ることができる。
今作が初翻訳だった日本未刊行5作品は、当作品が発売されたあとにそれぞれ書籍化されている。書籍化の際に『甘美な代償』は『愛するがゆえの罰』に改題された。

### 収録作品
＊印がついているものは日本未刊行作品（当作品発売当時）
- アン・ヘリス（英語版）著
  - ハーレムの花嫁
- アン・メイジャー（英語版）著
  - いつか愛の言葉を
- エマ・ダーシー著
  - ジャスミンの罠
  - 六人目の花嫁 ＊
- キム・ローレンス著
  - 悲しい嫉妬
- キャロル・モーティマー著
  - 涙の手紙
- ジェシカ・スティール（英語版）著
  - 不機嫌な秘書
  - 恋は立入禁止
  - 雷鳴の夜 ＊
- シャロン・サラ著
  - 愛は時空を越えて
- ダイアナ・パーマー著
  - いくつものジェラシー
  - 無邪気なシンデレラ ＊
- デイ・ラクレア著
  - ふたたびの愛人 ＊
  - 指輪はささやく
- デボラ・シモンズ著
  - 悪魔と乙女
- ビバリー・バートン（英語版）著
  - 月明かりで愛して
- ベティ・ニールズ著
  - 地下室の令嬢
- ペニー・ジョーダン著
  - 思いがけない婚約
  - 苦いレッスン
- ヘレン・ビアンチン著
  - 結婚の意味
- ポーラ・マーシャル著
  - 運命の逆転
- マーガレット・ムーア（英語版）著
  - 美しき娘
- ミシェル・リード著
  - 激情の園
  - 情熱のとりこ
- ミランダ・リー著
  - この愛はぜったい秘密
  - セクシーな遺産
- リン・グレアム著
  - 秘密の妻
  - 甘美な代償 ＊
- ルーシー・ゴードン（英語版）著
  - モンテカルロの宝石
  - 孤独な富豪
- レベッカ・ウィンターズ著
  - 過去からのラブレター
  - 心の花嫁
- ローリー・フォスター著
  - 熱く危険な夜に